# 川上剛
川上 剛（かわかみ たけし、1981年5月2日 - ）は、福岡県芦屋町出身の競艇選手。登録番号4189。身長168cm。血液型O型。91期。福岡支部所属。同期に山口剛、長嶋万記、三浦永理らがいる。父は元競艇選手の川上良雄。

## 来歴
- やまと競艇学校時代、リーグ戦勝率3.86（準優出1 優出1）の成績を残した。
- 2002年11月15日、芦屋競艇場でデビュー（4着）。
- 2003年4月25日、福岡競艇場でデビュー53走目で初勝利。
- 12月21日、若松競艇場でデビュー初優出（6着）。
- 2005年10月10日、下関競艇場で行われた一般競走において3コースから差し切り、デビュー初優勝。
- 10月14日、鳴門競艇場行われたダイヤモンドカップに追加配分され、G1初出走（3着)。
- 2006年前期級別審査でA1級に初昇格。2月11日、大村競艇場で行われた九州地区選手権でG1初勝利。
- 2009年8月25日、丸亀競艇場で行われたモーターボート記念競走の初日7RでSG初出走（2着）。8月27日の3日目7Rにおいてイン逃げでSG初勝利。その後も、得点を着実に積み重ね、SG初出場ながら予選通過（準優勝戦6着）。
- 2010年1月17日、唐津競艇場で行われた「全日本王者決定戦 開設56周年記念」でG1初優出（4着）。
- 2015年2月13日、唐津競艇場で行われた九州地区選手権において8戦7勝の準パーフェクト優勝で悲願のG1初優勝。表彰式では涙を見せた。[2]
- 2018年3月4日、大村競艇場3日目1Rでインから押し切り、通算1000勝達成。

## 人物・エピソード
- 養成所時代に勝率が低かったこともあり、師匠の原田も「俺が見てきた中で一番下手」と言われるほどだったが、原田の熱心な指導と川上自身の努力もあり、A1級常連の強豪選手になった。
- 自らの経験を生かした弟子の育成には定評があり、デビュー時から指導していた西山、仲谷は若手からSGに出場する実力者になった。また、勝率規定ギリギリであった三原、長尾、安部も猛練習の末、引退の危機から救った。[3]